# Roter Frontkämpferbund

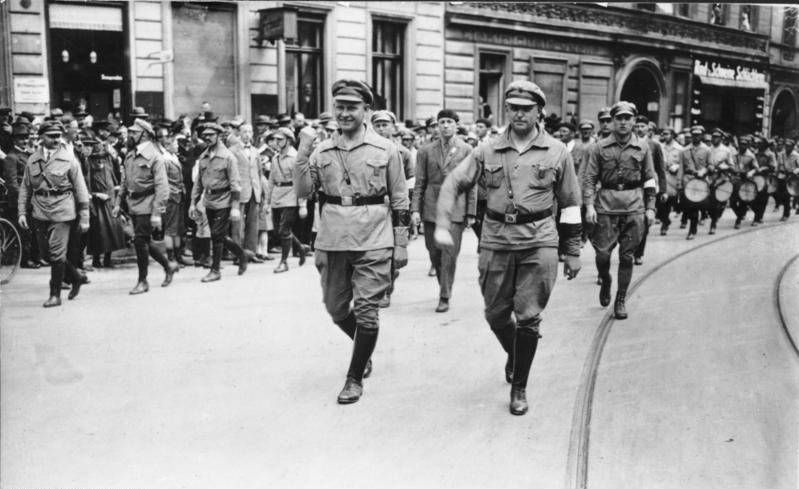
RFB líderes Thälmann e Leow, em Berlim, Junho de 1927

A Roter Frontkämpferbund (alemão: [ˈʁoːtɐ ˈfʁɔntˌkɛmpfɐˌbʊnt], "Aliança dos Combatentes da Frente Vermelha"), abreviado RFB, foi uma associação legalmente registada e oficialmente não-partisan, mas, na prática, uma organização paramilitar sob a liderança do Partido Comunista da Alemanha durante a República de Weimar.
Os primeiros grupos locais da RFB foram estabelecidos em Julho de 1924, e Ernst Thälmann foi eleito o primeiro líder da comissão federal durante o primeiro encontro nacional em Fevereiro de 1925, em Berlim. Die Rote Front ("A Frente Vermelha") era o jornal da RFB.